# Hørhøj

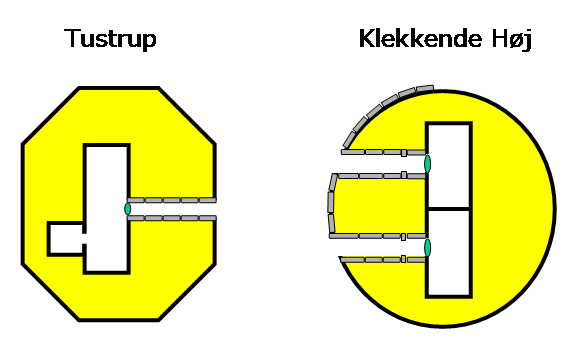
Der Grundriss des Hørhøj ist ähnlich wie der von Tustrup

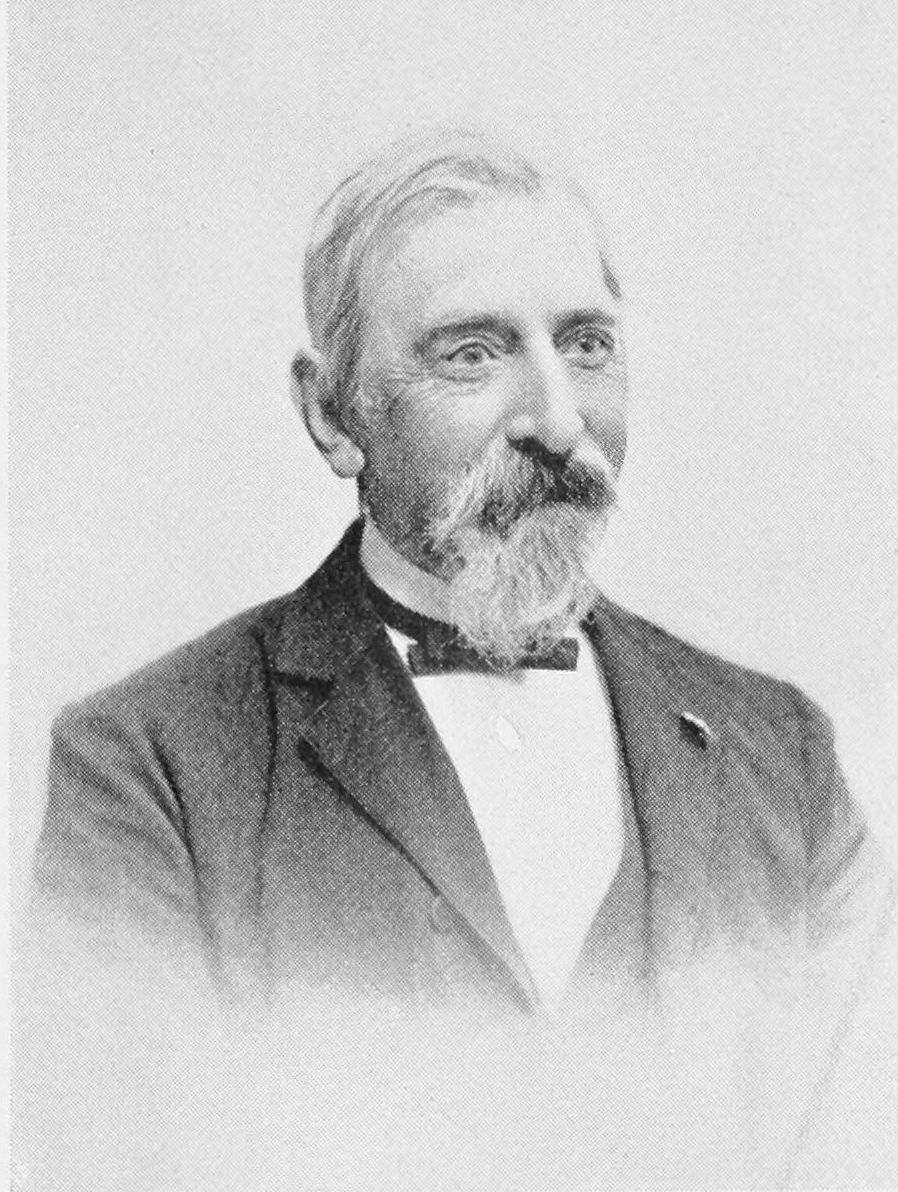
Andreas Peter Madsen

Der Hørhøj ist ein Ganggrab (dänisch Jættestue) mit einer der seltenen Nebenkammern (dänisch bikammer). Nur 30 derartige Anlagen (von 500 erhaltenen) findet man rund um den Limfjord (Lundehøj), in Djursland (Tustrup), drei auf Seeland, zwei auf Lolland (Bag-Hyldehøj und Torhøj). 
Der Hørhøj liegt im Feld des Hofes Pilegård, östlich von Gammel Lejre auf der dänischen Insel Seeland. Die Anlage der Trichterbecherkultur (TBK) stammt aus dem mittleren Neolithikum (etwa 3200–2800 v. Chr.). Hügel gleichen Namens existieren in Klejtrup, Møldrup und Røbæk in Jütland. Das Ganggrab ist eine Bauform jungsteinzeitlicher Megalithanlagen, die aus einer Kammer und einem baulich abgesetzten, lateralen Gang besteht. Diese Form ist primär in Dänemark, Deutschland und Skandinavien sowie vereinzelt in Frankreich und den Niederlanden zu finden.

## Beschreibung
Das Nordost-Südwest-orientierte Ganggrab liegt in einem etwa 1,8 m hohen Rundhügel von 13,0 m Durchmesser. Die leicht ovale Kammer, mit einer Nebenkammer im Osten, besteht aus 13 Tragsteinen ist oval, 6,5 m lang und 2,0 m breit. Der einzige erhaltene Deckstein liegt im Norden auf. Acht Tragsteine des Ganges sind in situ erhalten, jedoch keiner seiner Decksteine. Die rechteckige, zum etwa mittig ansetzenden Gang leicht versetzte Nebenkammer ist etwa 1,0 m lang, 1,5 m breit und besteht aus drei Seitensteinen (einer verkippt); und dem etwa 0,7 m breiten Zugang; auch hier fehlt der Deckstein. Ein einziges Zwischenmauerwerk ist am nördlichen Ende der Kammer erhalten. Die Masse der Tragsteine ist so eng gesetzt, dass kein Zwischenmauerwerk erforderlich war. Von der Ausgrabung des Hørhøj durch Andreas Peter Madsen (1822–1911) im Jahre 1883 existieren alte Zeichnungen. Der Gang ist etwa 4,5 m lang und 0,5 m breit. Er wird von 8 erhaltenen Tragsteinen gebildet (4 auf jeder Seite) zwischen denen sich Trockenmauerwerk befindet.